# Peucedanum cervariifolium
Peucedanum cervariifolium är en flockblommig växtart som beskrevs av Carl Anton von Meyer. Peucedanum cervariifolium ingår i släktet siljor, och familjen flockblommiga växter. Inga underarter finns listade i Catalogue of Life.